# Wiesław Skałkowski
Wiesław Władysław Skałkowski (ur. 18 maja 1930 w Sanoku, zm. 24 czerwca 2005) – polski działacz komunistyczny PZPR, Przewodniczący Prezydium MRN w Sanoku i Naczelnik Miasta Sanoka.

## Życiorys

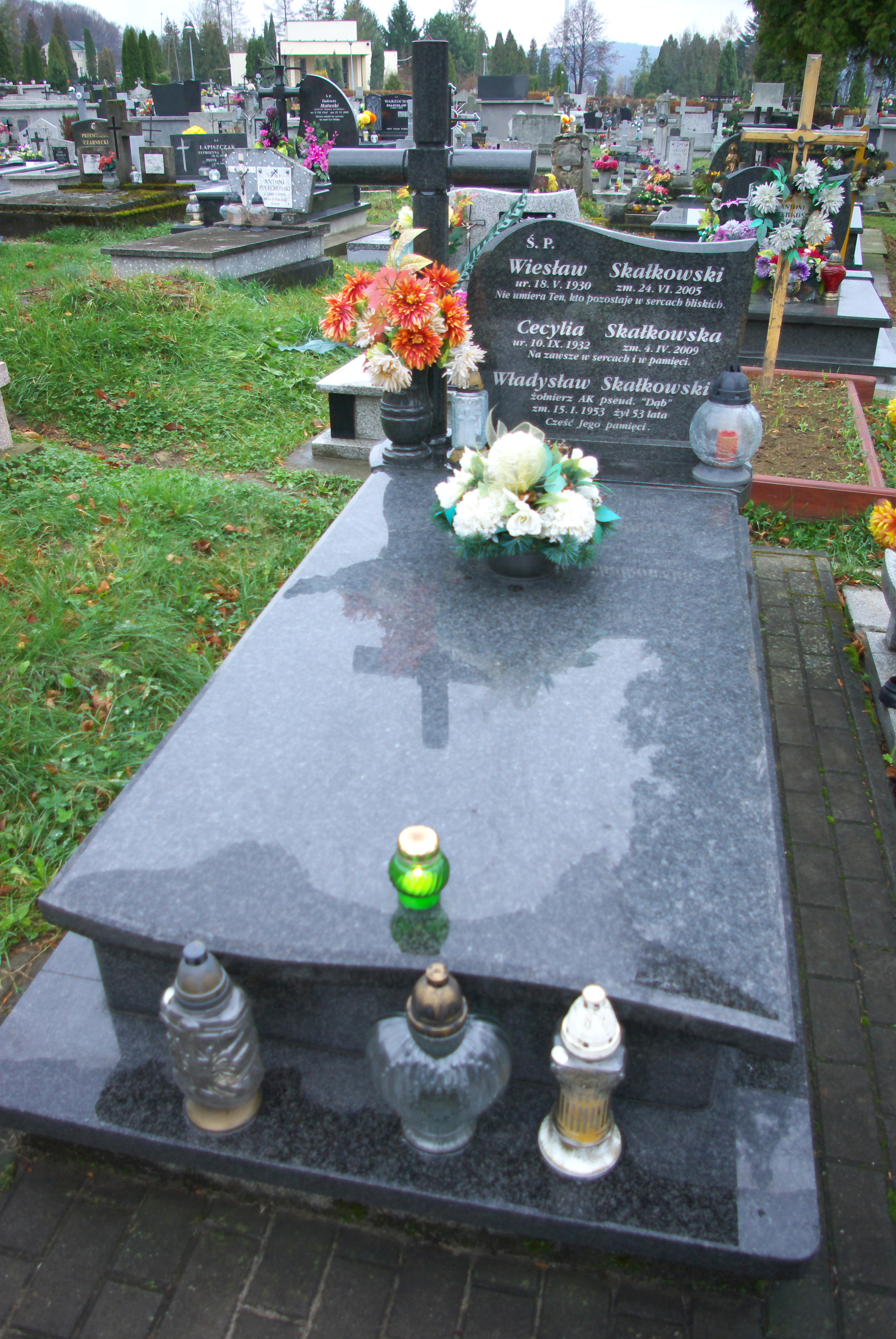
Grobowiec rodziny Skałkowskich w Sanoku

Wiesław Władysław Skałkowski urodził się 18 maja 1930 w Sanoku jako syn Władysława (1899–1953, w II RP funkcjonariusz Policji Państwowej II RP, a podczas okupacji niemieckiej Policji Polskiej Generalnego Gubernatorstwa oraz żołnierz SZP–ZWZ–AK) i Anny z domu Korneckiej (zm. 1982). Miał siostrę Janinę oraz dwóch braci: Tadeusza (ur. 1923, poległy w bitwie o Kołobrzeg 1945) i Zygmunta (1928–2012, żołnierz AK, późniejszy nauczyciel, inspektor szkolny w Lesku i Sanoku. Rodzina Skałkowskich mieszkała w Sanoku w domu nad Sanem.
Wiesław Skałkowski ukończył szkołę powszechną w Sanoku, następnie kształcenie w Technikum Administracyjno-Gospodarczym, gdzie otrzymał dyplom technika administracji gospodarczej. 2 lipca 1973 ukończył studia na kierunku administracji z tytułem magistra na Wydziale Prawa i Administracji Uniwersytetu Marii Curie-Skłodowskiej w Lublinie. Był zatrudniony w Spółdzielni Wielobranżowej „Pokój” w Sanoku, w tym od 1952 do listopada 1953 był jej prezesem. Po odbyciu służby wojskowej pracował w Okręgowym Przedsiębiorstwie Mięsnym w Rzeszowie od 1955 do 1957, a od 1957 był zatrudniony w Sanockiej Fabryce Autobusów na stanowisku planisty w dziale ekonomicznym. W tej fabryce pracował przez 18 lat, także na innych stanowiskach. W tym czasie w jej ramach był twórcą i od 1965 prezesem Spółdzielni Domków Jednorodzinnych, które wybudowała ok. 50 domów w dzielnicach Błonie i Posada.
W latach 1950–1955 był członkiem Związku Młodzieży Polskiej. Od 3 marca 1955 był w Polskiej Zjednoczonej Partii Robotniczej jako kandydat, od 16 marca 1956 członek. W Autosanie był I sekretarzem Oddziałowej Organizacji Partyjnej (OOP) PZPR. Po likwidacji powiatu sanockiego w wyniku rozporządzenia Rady Ministrów z 6 października 1972 Wiesław Skałkowski został Przewodniczącym Prezydium Miejskiej Rady Narodowej (MRN) w Sanoku (w składzie Prezydium znalazł się także m.in. Edward Zając) wybranym podczas jej sesji inauguracyjnej 14 listopada 1972. Kilka dni wcześniej, 10 listopada 1972 został członkiem egzekutywy Komitetu Miejskiego (KM) PZPR w Sanoku. Na mocy zmian reorganizacyjnych z końca 1973 (MRN stała się organem władzy państwowej, zaś jej przewodniczącym zostawał z urzędu I sekretarzem KM PZPR) od 1973 lub od czerwca 1975 do 1979 był pierwszym naczelnikiem miasta. Od 1 czerwca 1975 miasto Sanok terytorialnie i urzędowo zostało przyporządkowane do województwa krośnieńskiego. Od października 1975 do 29 stycznia 1990 ponownie był członkiem egzekutywy KM PZPR. Od 1976 do 1978 był słuchaczem Wieczorowego Uniwersytetu Marksizmu-Leninizmu. W 1978 był członkiem Miejskiego Komitetu Frontu Jedności Narodu w Sanoku. Od 24 lutego do 27 grudnia 1979 (wzgl. od 1 marca do 27 grudnia 1979) pełnił funkcję I sekretarza KM PZPR w Sanoku, a 26 marca 1979 także przewodniczącym MRN w Sanoku (na obu stanowiska zastąpił Stanisława Czekańskiego). Jego następcą na tym stanowisku został Aleksander Żmuda, a Wiesław Skałkowski 28 grudnia 1979 został powołany na stanowisko wicewojewody krośnieńskiego. Pełnił ten urząd do 30 stycznia 1981. Po ustąpieniu Aleksandra Żmudy zastąpił na stanowisku I sekretarza KM PZPR, ponownie wybrany w maju 1981 (wzgl. od 1 marca 1981) i sprawował tę funkcję do 29 stycznia 1990. Był wybierany członkiem plenum Komitetu Wojewódzkiego PZPR w Krośnie: 13 listopada 1975, 17 lutego 1978, 17–18 czerwca 1981, 27 stycznia 1984, i pełnił tę funkcję w latach 80. W grudniu 1986 został wybrany członkiem Egzekutywy KW PZPR w Krośnie. Jako przedstawiciel PZPR w kwietniu 1988 został wiceprzewodniczącym Miejskiego Kolegium Wyborczego w Sanoku. W 1990 przeszedł na emeryturę.
Pełnił funkcję prezesa zarządu Towarzystwa Rozwoju i Upiększania Miasta Sanoka w latach 1973–1980 i 1987–1990. Od 1 stycznia 1982 do listopada 1984 był kierownikiem Rejonowego Ośrodka Pracy Partyjnej w Sanoku. W listopadzie 1983 zasiadł w Zarządzie Wojewódzkim Towarzystwa Przyjaźni Polsko-Radzieckiej w Krośnie. Był przewodniczącym rady programowej pisma „Gazeta Sanocka – Autosan”.
Wiesław Skałkowski zmarł 24 czerwca 2005 i został pochowany w grobowcu rodzinnym na Cmentarzu Centralnym w Sanoku. Był żonaty z Cecylią (1932–2009).

## Odznaczenia
- Krzyż Kawalerski Orderu Odrodzenia Polski (1978)[49][50].
- Krzyż „Za Zasługi dla ZHP” (1989)[51].
- Odznaka „Zasłużony dla Sanockiej Fabryki Autobusów” (1974)[52].
- Złota Odznaka „Za zasługi dla rozwoju przemysłu maszynowego” (1976)[53].
- Srebrna odznaka „Zasłużony Działacz Kultury Fizycznej” (1976)[54].
- Złota Odznaka Honorowa Towarzystwa Przyjaźni Polsko-Radzieckiej (1977)[55].
- Złota „odznaka za pracę społeczną dla miasta Krakowa” (1977)[56].
- Złoty medal „Za zasługi dla ziemi krakowskiej” (1978)[57][58].
- Odznaka „Zasłużony Działacz Kultury” (1979)[59][60].
- Wpis do „Księgi zasłużonych dla województwa krośnieńskiego” (1983)[61].
- Wpis do „Księgi Honorowej Zasłużonych dla Ligi Obrony Kraju” (1988)[62].
- Odznaka „Zasłużony dla Sanoka”[63].